# Скурту (Горж)
Скурту (рум. Scurtu) насеље је у Румунији у округу Горж у општини Берлешти. Oпштина се налази на надморској висини од 387 m.

## Становништво
Према подацима из 2002. године у насељу је живело 124 становника, од којих су сви румунске националности.